# Madurai
Madurai (en tamoul : மதுரை) ou encore Madura, Maduré en français, est une grande ville du Sud de l'Inde et la deuxième par sa population  dans l'État du Tamil Nadu. Située sur les rives du fleuve Vaigai, elle est reconnue pour abriter de nombreux temples et a été un centre culturel majeur de la région, étant parfois qualifiée de « capitale culturelle ». Sa population dépasse 1,293 million d'habitants (2006) et elle est connue entre autres pour le temple de Mînâkshî, situé au cœur de la ville, qui attire des milliers de touristes et de pèlerins. Capitale des Pândya, Madurai a une histoire de quelque 2500 ans et était un centre commercial que connaissaient les Romains.
La légende raconte que le jour où la ville devait recevoir son nom, tandis que le dieu Shiva bénissait sa terre et ses habitants, le nectar divin (madhu) se mit à pleuvoir depuis sa chevelure, ce qui fit que la ville reçut le nom de Madhurapuri. En fait, Madurai est plus probablement la déformation du mot tamoul marudhai (மருதை) qui signifie « région agricole fertile avec le sol alluvial ». Certains habitants de la ville l'appellent d'ailleurs toujours Marudhai. On la qualifie aussi parfois d'Athènes de l'Orient du fait de sa richesse architecturale en temples. Elle est aussi célèbre pour ses fleurs de jasmin de variété sambac (bénéficiant d'un label d'indication géographique protégé), cultivées dans un terroir spécifique rayonnant autour de la ville. Le jasmin de Maduré (மதுரை மல்லி (madurai malli) ou மதுரை மல்லிகை (madurai malligai) en tamoul) est entre autres un produit recherché en parfumerie et par les femmes sud-indiennes, qui les entremêlent dans leur coiffure (gajra),.

## Géographie
Madurai est situé à 9°48'N 78°06'E à une altitude moyenne est de 101 mètres. La ville de Madurai se trouve sur la plaine fertile de la rivière Vaigai, qui divise la ville suivant un axe nord-ouest sud-est. Madurai est bordée au nord et à l'ouest par les collines de Sirumalai et Nagamalai. Les terres autour de Madurai sont largement utilisées pour l'agriculture, activité aidée par l'apport d'eau détournée du barrage de Periyar en amont. Les terres sont principalement argileuses, et sont principalement utilisées pour la culture du riz, de légumineuses, du mil, de graines oléagineuses, du coton et de la canne à sucre.

### Climat
Le climat de Madurai est chaud et sec huit mois par an. La ville est balayée en février et mars par des vents froids. Les mois les plus chauds sont de mars à juillet. La ville connaît un climat modéré d'août à octobre, tempéré par de fortes pluies et des orages, et un climat légèrement plus frais de novembre à février. Le brouillard et la rosée sont rares et ne se produisent que durant la saison hivernale. Étant située à égale distance des montagnes et de la mer, la ville est balayée à la fois par la mousson du nord-est et la mousson du sud-ouest, la première fournissant le plus de pluie pendant les mois d'octobre à décembre.
En été, les températures atteignent généralement un maximum de 40 °C et un minimum de 26,3 °C, bien que des températures allant jusqu'à 42 °C ne soient pas rares. Les températures hivernales varient entre 29,6 °C et 18 °C. Une étude basée sur les données disponibles auprès du Département météorologique indien sur Madurai sur une période de 62 ans indique une tendance à la hausse de la température atmosphérique au-dessus de la ville de Madurai, attribuée à l'urbanisation, à la croissance des véhicules et à l'activité industrielle. La température maximale de 42 °C pour la décennie 2001-2010 a été enregistrée en 2004 et en 2010.

## Histoire

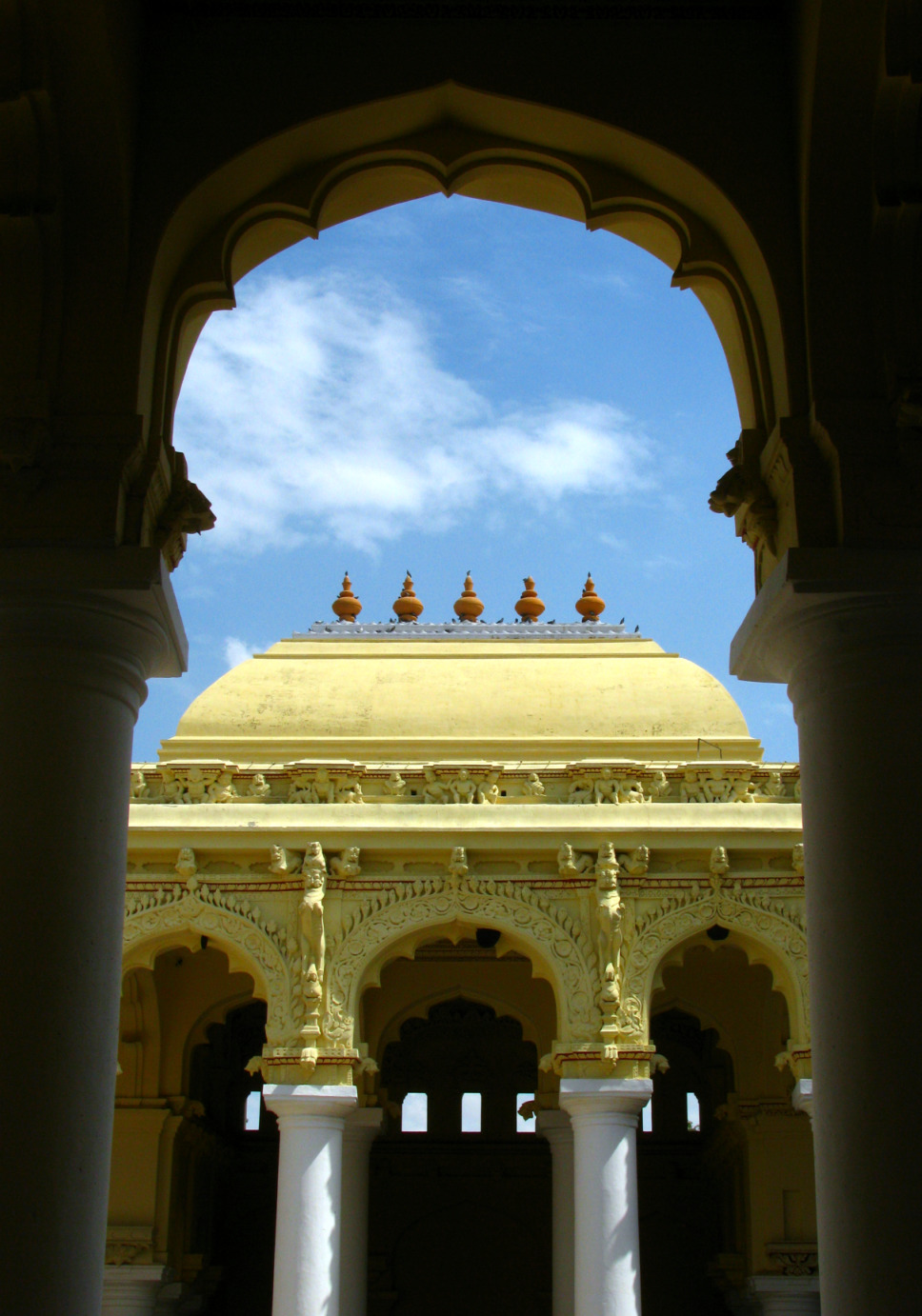
Palais de Thirumalai Nayak, Résidence principale des Nayaks de Madurai.

Madurai est une des villes les plus anciennes de l'Inde et figure parmi les plus vieux centres urbains continuellement habités au monde. 
Elle était un grand centre littéraire durant les trois premiers siècles de l'ère chrétienne, au cours de la période des « académies » ou Shangam, dont la ville était le siège, période considérée comme l'âge d'or de la langue tamoule. 
Dès le IIIe siècle av. J.-C., Mégasthène, l'ambassadeur de Seleukos Nikator auprès du roi Chandragupta Maurya visite Madurai. Plus tard, Grecs et Romains viennent y faire commerce avec les rois Pândya. Pline l'Ancien et Ptolémée mentionnent la ville sous le nom de Modoura (latin : Modura ; grec ancien : Μόδουρα). Madurai s'épanouit jusqu'au Xe siècle où elle est conquise par les rivaux traditionnels des rois Pândya, les Chola qui la gouverneront de 920 jusqu'au début du XIIIe siècle. En 1223, les Pândya recouvrent leur royaume et connaissent une nouvelle prospérité, entraînant un nouvel âge d'or pour la littérature tamoule.
Mais, en avril 1311, Mâlik Kâfur, un général d'Alâ ud-Dîn Khaljî qui règne à Delhi, atteint Madurai et la pille, s'emparant de toutes les pierres précieuses, bijoux et autres trésors rares qu'il trouve dans la ville. Ce ne sera que la première des incursions que feront régulièrement les sultans musulmans et qui entraîneront la chute du royaume pândya et son intégration, en 1323, dans l'empire des Tughlûq qui règne depuis Delhi. Son première gouverneur, Jalâl al-Dîn Ahsân Shâh, profitant des instabilités qui affectent le sultanat delhiite, se fait indépendant en 1335 et fonde l'éphémère sultanat de Ma'bar ou de Madurai (en arabe : مترة (Mutra)). Sous le règne du troisième sultan, Ghiyâth ud-Dîn Muhammad Dâmaghânî (1340-1344), la ville connaît la venue et l'installation du célèbre voyageur Ibn Battûta, qui y fréquente la cour, et dont il avait épousé auparavant une des princesses, Hûr Nasab, la fille de Jalâl al-Dîn Ahsân Shâh. Ce dernier avait trouvé la mort assassiné par un de ses émirs vers 1340, qui lui succéda au trône. Dans sa rihla, Battûta consigne la situation piteuse de Madurai, brutalisée et appauvrie par des souverains particulièrement violents.
En 1371 cependant, le royaume de Vijayanâgara s'empare de Madurai et l'intègre à ses territoires. Les rois du Vijayanâgara organisait leur État en gouvernorats et en vice-royautés vassalisées, qui étaient sous la direction de gouverneurs appelés Nâyaka (Naïck en français) qui payaient un tribut fixe annuel à l'empire. Après la mort du grand roi Krishnadevarâya Tuluva, advenue en 1529, les Nâyaka de Madurai se rendent indépendants et règnent sur ces territoires pour leur propre compte jusqu'en 1736.
Parmi les Nâyaka, Tirumalai Nâyaka (1623-1659) est un dirigeant populaire qui orne la ville de bâtiments et de structures remarquables comme le râja gopuram — la tour principale — du temple de Mînâkshî ou le palais des Nâyaka, qui sera restauré en 1870. Les Nawab du Carnatique, un État issu des avancées mogholes dans le Deccan, s'emparent de Madurai avant qu'elle ne passe sous le contrôle de la Compagnie anglaise des Indes orientales en 1801.

## Personnalités liées à la ville
- Auguste de Morgan, né le 27 juin 1806 à Madurai, mathématicien et logicien britannique.
- Vida Dutton Scudder, née le 15 décembre 1861 à Madurai, essayiste, universitaire, réformatrice sociale américaine
- Mani Ratnam, né le 2 juin 1956 à Madurai, réalisateur, scénariste et producteur indien.
- Veerabhadran Ramanathan, né le 24 novembre 1944, scientifique, spécialiste du climat.
- Nirmala Sitharaman, née le 18 août 1959 à Madurai, actuelle ministre indienne des Finances.
- Indira Soundarajan, écrivain.